# St Joseph's FC
St Joseph's Football Club, kortweg St Joseph's genoemd, is een voetbalclub uit Gibraltar. De club is opgericht in 1912. Het eerste elftal komt uit in de Gibraltar National League. Het tweede elftal, het reserve-elftal, komt uit in de zogeheten Gibraltar Intermediate League, een aparte competitie voor reserve-elftallen.

## Geschiedenis
De club is opgericht op 20 januari 1912 en daarmee een van de oudste clubs uit Gibraltar. De club kwam uit in de voormalige Premier Division en wist deze één keer te winnen, in het seizoen 1995/1996. Met ingang van het seizoen 2019/20 is de competitieopzet veranderd en de naam gewijzigd in Gibraltar National League. De club nam deel aan het eerste seizoen van de nieuwe competitie maar dit werd niet uitgespeeld in verband met de uitbraak van het coronavirus. In het bekertoernooi, de zogenaamde Rock Cup, wist de club meer successen te boeken. Deze beker werd 9 keer gewonnen, de laatste keer in 2013. In het seizoen 2017/2018 speelde men voor het eerst Europees voetbal in de UEFA Europa League, nadat de UEFA een extra plaats had toegekend aan Gibraltar. Men werd reeds in de eerste kwalificatieronde uitgeschakeld door het Cypriotische AEL Limasol. De thuiswedstrijd werd gespeeld in het Estádio Algarve in Portugal, omdat het eigen Victoria Stadium niet aan de eisen van de UEFA voldeed. De wedstrijd eindigde in een 0–4 nederlaag. De return op Cyprus een week later ging met 6–0 verloren. Sinds 2018/19 worden de Europese thuiswedstrijden weer in het Victoria Stadium gespeeld.

## Erelijst
- Gibraltar Football League (1x)

1995/1996
- Rock Cup (9x)

1979, 1983, 1984, 1985, 1987, 1992, 1996, 2012, 2013

## In Europa
#Q = #kwalificatieronde, T/U = Thuis/Uit, W = Wedstrijd, PUC = punten UEFA coëfficiënten.
Uitslagen vanuit gezichtspunt St Joseph's FC
| Seizoen | Competitie               | Ronde     | Land                   | Club               | Totaalscore    | 1e W    | 2e W           | PUC |
| ------- | ------------------------ | --------- | ---------------------- | ------------------ | -------------- | ------- | -------------- | --- |
| 2017/18 | Europa League            | 1Q        | Vlag van Cyprus        | AEL Limasol        | 0–10           | 0–4 (T) | 0–6 (U)        | 0.0 |
| 2018/19 | Europa League            | voorronde | Vlag van Faeröer       | B36 Tórshavn       | 2–2 (2–4 n.s.) | 1–1 (U) | 1–1 (n.v.) (T) | 1.0 |
| 2019/20 | Europa League            | voorronde | Vlag van Kosovo        | KF Pristina        | 3–1            | 1–1 (U) | 2–0 (T)        | 1.5 |
|         |                          | 1Q        | Vlag van Schotland     | Rangers FC         | 0–10           | 0–4 (T) | 0–6 (U)        | 1.5 |
| 2020/21 | Europa League            | voorronde | Vlag van Faeröer       | B36 Tórshavn       | 1–2            | 1–2 (T) |                | 0.0 |
| 2021/22 | Europa Conference League | 1Q        | Vlag van Estland       | Levadia Tallinn    | 2–4            | 1–3 (U) | 1–1 (T)        | 0.5 |
| 2022/23 | Conference League        | 1Q        | Vlag van Noord-Ierland | Larne FC           | 1-0            | 0-0 (T) | 1-0 (U)        | 1.5 |
|         |                          | 2Q        | Vlag van Tsjechië      | Slavia Praag       | 0–11           | 0-4 (T) | 0-7 (U)        | 1.5 |
| 2024/25 | Conference League        | 1Q        | Vlag van Ierland       | Shelbourne FC      | 2-3            | 1-2 (U) | 1-1 (T)        | 0.5 |
| 2025/26 | Conference League        | 1Q        | Vlag van Noord-Ierland | Cliftonville FC    | 5-4            | 2-2 (T) | 3-2 (nv) (U)   | 2.0 |
|         |                          | 2Q        | Vlag van Ierland       | Shamrock Rovers FC | 0-4            | 0-4 (T) | 0-0 (U)        | 2.0 |

Totaal aantal punten voor UEFA-coëfficiënten: 7.0
Zie ook
- Deelnemers UEFA-toernooien Gibraltar
- Ranglijst van alle clubs die in de diverse Europa Cups zijn uitgekomen

Bruno’s Magpies · 
College 1975 · 
Europa FC · 
Europa Point · 
Glacis United · 
St Joseph's FC · 
Lincoln Red Imps · 
Lions Gibraltar · 
Lynx FC · 
Manchester 62 · 
Mons Calpe